# Тимониха (Харовское сельское поселение)
Тимониха — деревня в Харовском районе Вологодской области при впадении реки Сить в Кубену.
Входит в состав Харовского сельского поселения, с точки зрения административно-территориального деления — в Харовский сельсовет.
Расстояние до районного центра Харовска по автодороге — 6 км. Ближайшие населённые пункты — Перепечино, Мятнево, Бильгачево, Тюшковская, Ситинский, Хомок, Дор.
По переписи 2002 года население — 3 человека.